# ポフヤンマー県
ポフヤンマー県（ポフヤンマーけん、フィンランド語: Pohjanmaa、スウェーデン語: Österbotten）は、フィンランドの行政区。フィンランドの西海岸中部に位置しており、北は中部ポフヤンマー県、東に南ポフヤンマー県、南にサタクンタ県と接しており、これらのポフヤンマーと名の付く地域は古くはポフヤンマー（Pohjanmaa）という州だった。中心都市はヴァーサ。面積はおよ7900km²で、人口はおよそ18万人。
ポフヤンマー県はオーランド自治県と同じく、スウェーデン語話者の多い地域であり、人口の52%がスウェーデン語を話す。フィンランドにおいてフィンランド語話者よりスウェーデン語話者の多い地域は、ポフヤンマー県とオーランド自治県の2県のみである。そのような現実があるにもかかわらず、スウェーデン語とフィンランド語のバイリンガルの地域に加えて、フィンランド語またはスウェーデン語のどちらかが排他的に使われている地域も多く、ポフヤンマー県は言語学的に異質である。
ポフヤンマー県は、後氷期地殻隆起によって、以前海底だったところが隆起したところがほとんどであるため、地形の起伏に乏しい。ポフヤンマー県は、南ポフヤンマー県のように広大な農地と、Kvarkenという列島の両方を持つ。またポフヤンマー県の地域には、氷河によって運ばれた多くの迷子石がある。他のポフヤンマー地域と同様に、河川が景観の重要な部分を担っている。ボスニア湾に注ぐ著名な河川として、Kyrönjoki、Lapuanjoki、Ähtävänjokiが挙げられる。
県の木はアルダー、県の動物はヘラジカ、県の石はVaasa granite、県歌は"The march of Vaasa" (フィンランド語: Vaasan marssi、スウェーデン語: Vasamarschen)である。
フィンランドスウェーデン語のコミュニティでは、ポフヤンマー県のことを"Pampas"、ポフヤンマー県出身の人を"Pampees"と呼ぶことがある。

## 県章
この県の県章は中心都市の名前の由来でもある、スウェーデンの王家ヴァーサ王朝のものを下部に利用しており、走るいたちがポフヤンマーのシンボルである。

## 自治体
ポフヤンマーには4つの郡があり、16の自治体がある。自治体によって、スウェーデン語話者、フィンランド語話者の比率に大きな偏りがある。
| キュロンマー郡: - イソキュロ Isokyrö - ライヒア Laihia - ヴァハキュロ Vähäkyrö | ピエタルサーリ郡: - クルーヌピュー Kurrunupyy (クロノビー Kronoby) - ルオト Luoto (ラルスモ Larsmo) - ペデルソレ Pedersöre - ピエタルサーリ Pietarsaari (ヤコブスタード Jakobstad) - ウーシカールレピュー Uusikaarlepyy (ニューカルレビー Nykarleby) | スーポホヤ沿岸郡: - カスキネン Kaskinen - クリスティーナンカウプンキ Kristiinankaupunki (クリスチーネスタッド Kristinestad) - ナルピオ Närpiö (ナルペス Närpes) | ヴァーサ郡: - コルスナス Korsnäs - マーラハティ Maalahti (マラックス Malax) - ムスタサーリ Mustasaari (コルスホルム Korsholm) - ヴァーサ Vaasa (Vasa) - ヴォユリ Vöyri (ヴォロ Vörå) |

過去に存在した自治体:
- 現在のVöråはMaxmo (フィンランド語: Maksamaa) とOravais (フィンランド語: Oravainen)の合併によって誕生した。
- Nykarleby (フィンランド語: Uusikaarlepyy)はJeppo (フィンランド語: Jepua)を吸収合併した.
- Korsholm (フィンランド語: Mustasaari)はKorsholm、Solf、Replot、Björköby、Kvevlaxの5自治体の合併によって誕生した。
- Pedersöreの前のフィンランド語名はPietarsaaren maalaiskuntaであった。